# 利用運送事業
利用運送事業（りよううんそうじぎょう）とは、貨物利用運送事業法に基づき、荷主より貨物を預かり、自社以外の輸送業者（実運送事業者）の行う運送を利用して貨物の運送を行う事業。貨物利用運送事業とも呼ばれる。拠点間の輸送のみ行うものが第一種、それに加え集荷・配送まで併せて行うものが第二種、と分類される。
事業者が扱う輸送方法は主に船舶（外航・内航）、航空（国内・国際）、鉄道、自動車がある。なお港湾運送、索道、軽自動車は実運送事業者に当たらないため、これらの運送機関を利用する運送事業は利用運送事業に当たらない。
- 非船舶運航業者（NVOCC） - 船を持たない海運業者。
- 鉄道利用運送事業 - 第二種事業者は長らく「通運」と呼ばれてきた。
- 利用航空運送事業者（air freight forwarder）

なお業界団体として、公益財団法人利用運送振興会が存在する。同団体は学校法人流通経済大学の母体である。